# Andy Green

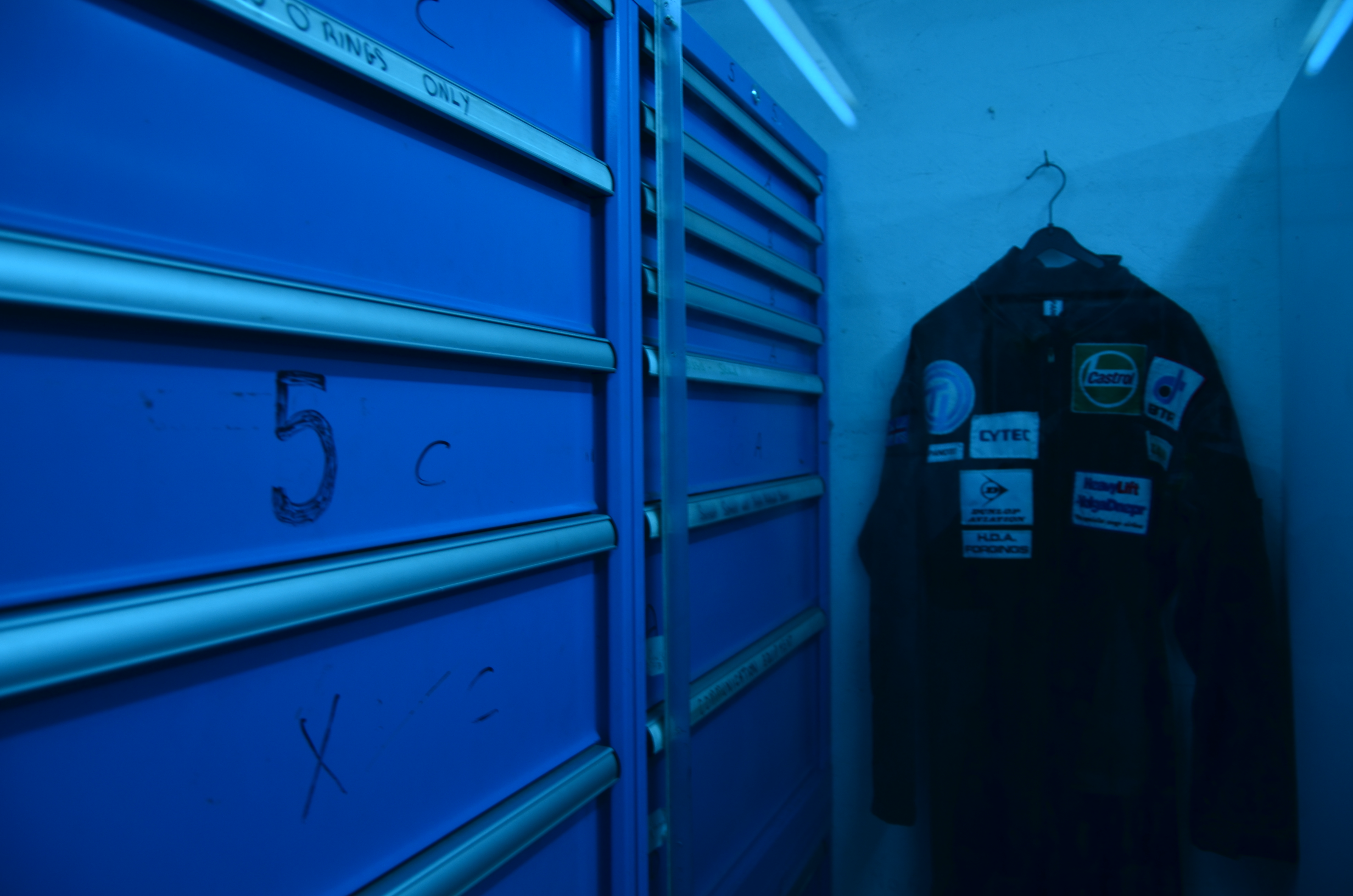
Mono de Andy Green, con el que batió el récord mundial de velocidad (Museo del Transporte de Coventry)

Andrew Duncan Green (nacido el 30 de julio de 1962) es un piloto de caza británico de la RAF, titular del récord mundial de velocidad en tierra.

## Carrera en la RAF
Nacido en Atherstone, Warwickshire, Green se educó en la Bydales Comprehensive School de Marske-by-the-Sea, Cleveland, y en la St Olave's Grammar School en Orpington, Kent, y luego obtuvo una beca de la RAF para el Worcester College, donde se graduó en 1983 con honores de primera clase en matemáticas.
Ese mismo año, Green fue ascendido a Oficial Piloto de la RAF. Habilitado como piloto de caza en los aviones McDonnell Douglas F-4 Phantom II y Panavia Tornado ADV, en 2003 fue ascendido a comandante de ala. Más tarde se convirtió en oficial comandante del Ala de Operaciones del Wittering Airfield, cerca de Peterborough. Green también es el capitán del equipo RAF en la Cresta Run, donde utilizó un toboggan francés experimental.

## Registros de velocidad

### Supersónico
Green es el actual titular del récord mundial de velocidad en tierra, y la primera persona en romper el barrera del sonido en tierra. El 25 de septiembre de 1997, batió el récord anterior con el  Thrust SSC en el desierto de Black Rock, Estados Unidos, alcanzando una velocidad de 714,144 mph (1149,304 kilómetros por hora). El 15 de octubre de 1997, 50 años y 1 día después de que Chuck Yeager rompiera la barrera del sonido en vuelo aéreo, Green alcanzó 763,035 mph (1227,987 kilómetros por hora), el primer registro de velocidad supersónica en tierra (Mach 1.016). Su indicativo radiofónico fue "Dead Dog". Cuando el vehículo cruzó la velocidad del sonido, creó una explosión sónica.
Green ahora trabaja nuevamente con Richard Noble en su nuevo intento de récord para batir la marca de 1000 mph (1609 kilómetros por hora) con el Bloodhound SSC.

### Coche de carretera
Su siguiente intento de velocidad en tierra iba a ser con un MG F especialmente modificado, denominado MG EX255. Sin embargo, debido al tiempo requerido para las modificaciones, el proyecto no llegó a término, y este intento nunca llegó a realizarse.

### Diésel
Desde entonces, el desafío más reciente de Green fue la conducción del automóvil JCB Dieselmax, intentando batir el récord de velocidad en tierra para un vehículo diésel superando las 300 mph (483 kilómetros por hora). Habiendo probado el vehículo en su propia base de la RAF, Wittering, el 22 de agosto de 2006, rompió el récord anterior de 236 mph (379,8 kilómetros por hora) (establecido en agosto de 1973), tras alcanzar una velocidad de 328,767 mph (529,1 kilómetros por hora) durante dos carreras en el salar de Bonneville, Utah. Veinticuatro horas después, Green rompió su propio récord, alcanzando una velocidad de 350,092 mph (563,419 kilómetros por hora) el 23 de agosto de 2006.

## Honores y premios
Fue nombrado Oficial de la Orden del Imperio Británico en 1998. Fue galardonado con el Trofeo Segrave por el Royal Automobile Club en 1997. En 2006 recibió el Trofeo John Cobb del British Racing Drivers' Club por "un éxito de carácter sobresaliente" y un título honorario de la Universidad de Staffordshire en julio de 2008.

## Experiencia en las carreras
El 14 de junio de 2009, Green ganó su primera prueba en carreras de circuito, mientras recaudaba dinero para el proyecto Bloodhound SSC, participando en la 4ª Ronda del Trofeo Elise en Snetterton.